# Masdevallia macrogenia
Masdevallia macrogenia är en orkidéart som först beskrevs av Arango, och fick sitt nu gällande namn av Carlyle August Luer och Rodrigo Escobar. Masdevallia macrogenia ingår i släktet Masdevallia och familjen orkidéer. Inga underarter finns listade i Catalogue of Life.